# Marvin Austin
Marvin Austin (Washington, 10 gennaio 1989) è un giocatore di football americano statunitense che gioca nel ruolo di defensive tackle per i Denver Broncos della National Football League (NFL). Fu scelto nel corso del secondo giro (52º assoluto) del Draft NFL 2011 dai New York Giants. Al college ha giocato a football a North Carolina.

## Carriera professionistica

### New York Giants
Nel Draft 2011, Austin fu scelto come 52º assoluto dai New York Giants. Il general manager dei Giants Jerry Reese affermò di essersi consultato con l'ex compagno di squadra di a UNC Hakeem Nicks prima delle selezioni. Austin disse che Nicks fu la prima persona a cui telefonò dopo essere stato scelto. Prima del draft, Austin era stato cercato con insistenza dai Chicago Bears.
Il 22 agosto 2011, la stagione di Austin terminò ancora prima di iniziare, a causa di un infortunio a un muscolo pettorale subito in una gara di pre-stagione contro i Bears. Il 30 agosto fu inserito in lista infortunati. Debuttò come professionista nella settimana 2 della stagione 2012 contro i Tampa Bay Buccaneers. La sua annata si concluse con 8 tackle in 8 presenze.

### Miami Dolphins
Il 23 settembre 2013 Austin firmò con i Miami Dolphins, venendo svincolato il 23 ottobre.

### Dallas Cowboys
Il 21 ottobre 2013 firmò coi Dallas Cowboys. Debuttò con la nuova squadra nella settimana 8 contro i Detroit Lions, mettendo a segno un tackle. A causa di un infortunio alla schiena subito in allenamento, saltò la partita successiva contro i Minnesota Vikings, venendo svincolato due giorni dopo.

### Denver Broncos
Il 5 maggio 2014, Austin passò ai Denver Broncos.

## Palmarès
- Super Bowl : 1 Vincitore del Super Bowl XLVI

## Statistiche
| Partite totali      | 11 |
| Partite da titolare | 0  |
| Tackle              | 10 |
| Sack                | 0  |
| Intercetti          | 0  |

Statistiche aggiornate alla stagione 2013